# Project Zero 5: Maiden of Black Water
Project Zero 5: Maiden of Black Water, conocido en Japón como Zero: Nuregarasu no Miko (〜濡鴉ノ巫女〜?) y en América como Fatal Frame: Maiden of Black Water es un videojuego de terror de supervivencia desarrollado por Koei Tecmo . La quinta entrega principal de la serie Project Zero, fue publicada originalmente por Nintendo para Wii U en Japón en septiembre de 2014 y en todo el mundo en octubre de 2015. Una remasterización para consolas de octava y novena generación y Windows, esta vez publicada por Koei Tecmo, fue lanzada a nivel mundial en octubre de 2021.
Al igual que en los juegos anteriores de la serie, el jugador navega por áreas llenas de fantasmas hostiles que deben combatirse tomando fotografías con la Cámara Oscura. Una historia posterior al final del juego, protagonizada por Ayane, un personaje de la serie Dead or Alive de la compañía, también presenta mecánicas de juego modificadas. La historia, que se desarrolla en la montaña ficticia Hikami, se centra en tres protagonistas que se ven envueltos en sucesos sobrenaturales relacionados con la zona, incluido un antiguo ritual destinado a sellar el Agua Negra, una fuerza maligna que corrompe a los espíritus del lugar y que está ligada al destino de la doncella del santuario titular, Ose Kurosawa.
La planificación del juego comenzó en 2011, durante la producción del remake para Wii de Fatal Frame II: Crimson Butterfly. El cocreador de la serie, Keisuke Kikuchi, propuso el proyecto cuando vio que el GamePad del Wii U podía usarse como Cámara Oscura. Kikuchi y su compañero cocreador Makoto Shibata regresaron a sus respectivos cargos de productor y director, junto con personal tanto nuevo como veterano. El elenco pasó por varias revisiones durante el desarrollo, mientras el equipo experimentaba con las capacidades del nuevo hardware. La cantante japonesa Tsuki Amano, quien ya había participado en entregas anteriores, regresó para componer uno de los temas principales. 
La versión original para Wii U fue muy elogiada por su uso del GamePad y su atmósfera oscura, aunque las opiniones sobre la historia, el ritmo y los controles fueron mixtas. El remaster también recibió críticas divididas, siendo los principales puntos negativos sus controles y la falta de elementos aterradores.

## Jugabilidad
Project Zero 5: Maiden of Black Water es un videojuego de terror de supervivencia que pone al jugador en control de tres personajes diferentes que recorren diversos entornos en la Montaña Hikami desde una perspectiva en tercera persona, incluyendo edificios en ruinas y bosques oscuros. Los personajes navegan por el entorno utilizando un mapa interactivo y pueden caminar o correr. Durante la exploración, los personajes se enfrentan a fantasmas hostiles que los atacan y los dañan a través del tacto. Si un fantasma agarra al personaje, este puede esquivarlo o liberarse de su agarre.  
El único medio de defensa y ataque de los personajes es la Cámara Oscura, una cámara antigua que se utiliza desde una perspectiva en primera persona, con tomas de diferente proximidad y ángulos que afectan el daño que recibe el fantasma. El más dañino es un "Fatal Frame", que impacta el punto débil del fantasma. Durante el combate, después de tomar una foto, aparecen fragmentos del fantasma a su alrededor. En la versión original, la cámara se controla mediante el GamePad de la Wii U, mientras que el remaster de 2021 adapta este control para que funcione con las distintas consolas.
Además de la Cámara Oscura, hay otros elementos presentes en el juego. Los personajes pueden vislumbrar fragmentos del pasado de un fantasma al derrotarlo o cuando lanzan un ataque especial. También pueden concentrarse en elementos del entorno relacionados con personas desaparecidas, generando una sombra que los guía a la ubicación de dicha persona. Un medidor de humedad registra cuán empapado está el personaje al desplazarse por los entornos. El nivel de humedad tiene efectos tanto positivos como negativos: estar mojado aumenta el daño que causa la Cámara Oscura, pero también incrementa la cantidad de fantasmas en la zona y hace que los ataques enemigos causen más daño. Además, los personajes pueden ser afectados por un estado alterado provocado por fantasmas de color oscuro o por un ataque especial; este estado reduce la visión y la defensa, y deteriora la salud. El estado solo se puede eliminar derrotando a todos los enemigos del área o usando un objeto que elimine por completo la humedad.
En adición a los arcos argumentales de los tres personajes principales, un episodio especial presenta a  Ayane, protagonista de Dead or Alive. A diferencia de los otros personajes, ella no tiene acceso a una Cámara Oscura, por lo que debe evitar a los fantasmas. Si comienza a correr o se acerca demasiado a un fantasma, estos la atacará. Ayane puede utilizar un "pergamino de ocultamiento" especial para volverse temporalmente invisible, y si es atrapada, puede usar un objeto especial para repeler y aturdir al fantasma, lo que le permite escapar.

## Sinopsis
Maiden of Black Water se desarrolla en la montaña ficticia Hikami, un lugar infame por los suicidios y fenómenos espirituales relacionados con cuerpos de agua locales. En el pasado, las doncellas del santuario usaban sus habilidades de lectura mental para ayudar a guiar a las personas hacia una muerte pacífica. Con el tiempo, las emociones de las doncellas las sobrepasaban, y serían sacrificadas como Flores Eternas para mantener a raya un poder maligno de otro mundo llamado Agua Negra. La historia sigue a tres protagonistas diferentes: Yuri Kozukata, quien puede traer gente del mundo de las sombras al mundo real debido a su descendencia de las doncellas del santuario Hikami; Ren Hojo, un autor y amigo de Yuri que va a la montaña para investigar su nuevo libro con su asistente Rui Kagamiya; y Miu Hinasaki, la hija de Miku Hinasaki, protagonista de entregas anteriores de Project Zero.
Entre los fantasmas que encuentran están Shiragiku, una joven doncella del santuario cuyo sacrificio la preservó como espíritu errante; y Kyozo Kururugi, un hombre que inicialmente fue a morir a la montaña pero desarrolló un miedo enfermizo a las doncellas del santuario debido a sus poderes de lectura de mentes, matando a muchas doncellas y sacerdotes antes de suicidarse y convertirse en un fantasma hostil. Muchos de los que mató Kururugi se convirtieron en fantasmas por derecho propio. La historia central gira en torno a Ose Kurosawa, cuya experiencia cercana a la muerte le dejó poderosas habilidades de sexto sentido. Debido a esto, fue elegida como doncella del santuario y seleccionada para convertirse en una Flor Eterna. Antes del ritual, Kunihiko Asou, creador de la Cámara Oscura, le tomó una fotografía. Ambos se enamoraron y, cuando llegó el momento del ritual, los sentimientos de Ose por Asou y las emociones causadas por la masacre de Kururugi la abrumaron. El ritual falló, liberando el Agua Negra a través del Monte Hikami y Ose se convirtió en un poderoso espíritu hostil.
Miu, quien inicialmente va allí para ayudar a Yuri, tiene una visión de su madre en la montaña. Más tarde, al aventurarse por su cuenta, descubre que su padre fue Mafuyu, el hermano fallecido de Miku. El nacimiento de Miu, como hija de un vivo y un muerto, acortó la vida de Miku, quien solo ha sobrevivido hasta ahora gracias al poder de la Montaña Hikami. Miku decide ir a ver a su hermano una última vez, siendo perseguida por Miu, y se desarrollan dos finales dependiendo de las acciones finales de Miu. En el final "Malo", Miku va al más allá para estar con Mafuyu, dejando a Miu sola. En el final "Bueno", Miu salva a Miku del poder de la montaña.
Ren, mientras ayuda a Yuri y Miu e investiga las montañas por su cuenta, se cruza regularmente con Shiragiku. Descubre que los sueños recurrentes que ha estado teniendo son recuerdos heredados de su antepasado, Asou. Dependiendo de sus acciones, Ren puede reunirse o separarse de Ose como el avatar actual de Asou, o bien darle descanso a Shiragiku y regresar al mundo de los vivos.
La búsqueda de Yuri por la montaña la lleva a encontrarse con muchos de sus fantasmas, utilizando su Cámara Oscura para darles descanso. Al conocer la historia de Ose, se dirige hacia un enfrentamiento final con ella. Dependiendo del lugar donde Yuri vea a Ose antes de la batalla final, se desarrollan dos finales distintos: En el final "Malo", Yuri se suicida junto a Ose, dejando a Hisoka entre lágrimas. En el final "Bueno", Yuri comparte el dolor de Ose, lo que permite que ella y los demás espíritus encuentren la paz, mientras Yuri regresa al mundo de los vivos con Hisoka a su lado. Si el jugador obtiene el final bueno, se muestra una escena poscréditos en la que Rui despierta y encuentra a Ren frente a ella, quien le dice que permanecerá a su lado para siempre.

## Desarrollo

El GamePad de Wii U inspiró al productor de la serie Keisuke Kikuchi a proponer un juego de Project Zero a Nintendo para la plataforma, viendo su posible uso como Cámara Oscura.

La inspiración inicial para el juego surgió en el cocreador y productor de la serie, Keisuke Kikuchi, tras la introducción de la Wii U en la industria. Al igual que con Mask of the Lunar Eclipse, Kikuchi vio múltiples posibilidades de juego en el GamePad de la Wii U, especialmente la idea de que el mando se convirtiera en la Cámara Oscura del juego. Él fue el primero en proponer el concepto a Nintendo, lo que llevó a que se convirtiera en una producción conjunta entre Koei Tecmo y Nintendo SPD, como ocurrió con Mask of the Lunar Eclipse.: 163–166  El equipo de desarrollo incluyó a Kikuchi, al cocreador y director de la serie Makoto Shibata; y a Toshiharu Izuno y Tohru Osawa de Nintendo, quienes ya habían trabajado previamente en Mask of the Lunar Eclipse. : 163–166  La planificación comenzó en 2011, durante el desarrollo del remake para Wii de Fatal Frame II: Crimson Butterfly.: 170–171  Los temas centrales del juego son el agua y el miedo a estar mojado, siendo el negro el color clave del juego.: 163–166  Estas temáticas fueron inspiradas en los recuerdos de Shibata durante una visita a Los Ángeles en 2008; en comparación con la atmósfera húmeda del verano japonés y la sensación sobrenatural que la acompañaba, sintió que no podía encontrar fantasmas en el seco verano estadounidense. Esta experiencia enfatizó su visión de la humedad como una parte importante de los encuentros con fantasmas. Como en entregas anteriores, desarrolló el juego pensando en que podría ser el último de la saga.: 170–171  Maiden of Black Water incluye un tema musical interpretado por Tsuki Amano, titulado "In This Cage"; Amano había contribuido con canciones temáticas a la serie desde Crimson Butterfly. Además, el juego presenta un segundo tema interpretado por la cantante japonesa AuJu, titulado "Higanbana". Esta inclusión de dos temas forma parte del deseo de aportar algo nuevo a la serie y de mostrar su estatus como un título de alto nivel.
El equipo utilizó el terror japonés tradicional como punto de partida estético, como en los títulos anteriores de Project Zero, con el objetivo principal de hacerlo lo más aterrador posible para los jugadores. Para ayudar a lograr esto, se incorporaron los videos de flashback y el concepto central de rescatar personas de puntos sobrenaturales, aunque varios elementos propuestos relacionados con esta idea fueron descartados. El elenco principal pasó por varias revisiones, aunque se decidió desde el principio incluir a un personaje masculino. Yuri fue creada con relativa rapidez, pero el equipo tuvo dificultades para decidir quién sería el tercer personaje. Una idea inicial era que Miku Hinasaki fuera jugable, pero fue descartada ya que su arco argumental ya había sido resuelto en entregas anteriores. En su lugar, se creó al personaje de Miu, y Kikuchi pensó en un principio que su nombre era un error tipográfico del nombre de Miku, hasta que leyó el borrador completo de la historia. Ren originalmente iba a grabar los eventos en la montaña para ofrecer una perspectiva diferente. La relación entre Ren y Rui se inspiró en la del clásico personaje de detectives Kogoro Akechi y su asistente residente Yoshio Kobayashi. La ropa de los personajes femeninos fue diseñada para que se vieran “sexys” al mojarse.: 163–166  La historia y los personajes combinaron elementos de cuatro propuestas anteriores para juegos de Project Zero, y el escenario de la montaña se tomó de uno de esos proyectos cancelados. Maiden of Black Water presenta la mayor cantidad de tramas argumentales hasta ese momento, pero debido a la gran cantidad de narrativa que Shibata quería incluir, terminó descuidando otros elementos, como la historia de suicidios en el Monte Hikami.: 170–171 El monte Hikami fue sugerido originalmente por Nintendo, basándose en múltiples ubicaciones reales en Japón, particularmente el monte Osore y los acantilados marinos de Tōjinbō.Al ser el primer juego de la saga en una nueva consola, el equipo de desarrollo incluyó a personas nuevas en la serie, entre ellas los diseñadores Akira Ohtani y Yuki Sakamoto. Aunque el uso del GamePad de la Wii U se volvió un elemento central de la jugabilidad, se consideraron varios otros elementos que finalmente no fueron incluidos en el juego final. Entre ellos se encontraban mecánicas de combate, rompecabezas y navegación utilizando los sticks analógicos para fomentar una inmersión más profunda, y el uso del micrófono del GamePad para soplar sobre objetos dentro del entorno del juego. Además de crear un título pensado para los jugadores dedicados de la serie, también se hicieron ajustes para nuevos jugadores, en parte debido a los desarrollos multimedia que estaban en marcha. Estos cambios incluyeron agregar funciones de juego útiles y crear más escenas de conversación para que la historia sea más fácil de entender. El ritmo del juego también se hizo similar al de un juego de acción, a diferencia de las entregas anteriores.: 163–166  Una mecánica que se estaba probando en el juego era la necesidad de mantenerse seco, inspirada inicialmente por el sistema de sudor de Dead or Alive 5. Aunque esta mecánica se moderó, la humedad como factor vinculado al bienestar del personaje se mantuvo en el juego tanto como concepto narrativo como de jugabilidad. Este aspecto fue una sugerencia de Ohtani.: 163–166 
Las capacidades de la Wii U permitieron mayor experimentación con los gráficos. Durante el desarrollo del juego, el equipo vio muchos videos de terror en línea, además de estudiar la iluminación y el aspecto de estar mojado.  Además, las escenas de flashback fueron diseñadas para que se vieran granulosas y de baja calidad en comparación con las escenas del presente. Aunque inicialmente eran visualmente similares al resto del juego, se decidió agregar distorsiones porque uno de los atractivos de la serie era el miedo provocado por lo que no se ve claramente. El motor gráfico utilizó tecnología de Dead or Alive 5, y uno de los principales puntos de similitud estética fue el aspecto "sexy" de los personajes femeninos. Para lograr este aspecto, el equipo de Kikuchi colaboró estrechamente con el equipo de desarrollo de Dead or Alive. La inclusión de Ayane en el juego fue sugerida por Izuno después de que la imagen de Ayane fuera utilizada en la propuesta inicial de Maiden of Black Water . Al ver que su personaje oscuro parecía adecuado para la serie, pidió su inclusión. El cofundador del Team Ninja, Yosuke Hayashi, también estaba interesado en verla incluida. La idea principal era que incorporar un personaje popular de otra franquicia de Koei Tecmo podría ayudar a ampliar la base de fans de la serie. Al integrarla en el juego, se intentó preservar tanto como fuera posible su atractivo sexual, incluyendo detalles como el movimiento de sus pechos. Durante este proceso, recibieron con frecuencia asesoría del equipo de Team Ninja: 163–166  El cambio a un hardware más potente también permitió al equipo incorporar más escenas gráficas, lo que contribuyó a que recibiera una calificación CERO más alta que los títulos anteriores.

## Lanzamiento
El juego se anunció por primera vez en abril de 2014, junto con múltiples expansiones de medios para la franquicia, incluida una película de acción japonesa y una novela y un cómic originales. Su título y fecha de lanzamiento se revelaron durante una transmisión especial de Niconico en julio. El gran tamaño de la versión digital requería la compra de una unidad externa adicional para quienes no poseían una Wii U Premium. Inicialmente, la filial europea de Koei Tecmo afirmó que el juego no sería lanzado fuera de Japón. Su lanzamiento en territorios occidentales fue insinuado inicialmente por Tomonobu Itagaki, quien dijo a través de su cuenta de Facebook que Kikuchi lanzaría el juego en Norteamérica.
Durante una presentación de Nintendo Direct en abril de 2015, se confirmó el lanzamiento occidental del juego tanto en Europa como en América del Norte, con dos títulos distintos: Fatal Frame: Maiden of Black Water para Norteamérica y Project Zero: Maiden of Black Water para Europa. Maiden of Black Water se lanzó en Norteamérica el 2 de octubre y en Europa el 30 de octubre. En Australia, el juego se lanzó un día después de la versión europea, el 31 de octubre. Se sugirió que la localización se debió a solicitudes de los fanáticos.
En Europa y Australia, el juego estuvo disponible exclusivamente como una Edición Limitada en formato físico, además de una versión digital en la Nintendo eShop. Mientras que la versión física contenía el juego completo, la versión digital se ofrecía bajo un modelo free-to-start, en el que los jugadores podían experimentar el prólogo y los dos primeros capítulos de forma gratuita, y luego decidir si deseaban pagar para desbloquear el resto del juego. En América del Norte, solo la versión digital estaba disponible en Nintendo eShop. Este anuncio desencadenó una campaña de fans encabezada por Operation Rainfall para solicitar un lanzamiento físico para América del Norte. El lanzamiento occidental incluyó trajes temáticos de Nintendo basados en personajes populares como la Princesa Zelda y Samus Aran. Estos trajes reemplazaron la lencería y los trajes de baño que aparecían en la versión japonesa. Yuri Kozukata se convirtió en la base para un traje DLC en la versión para Nintendo Switch de Nights of Azure 2 y reapareció como un Trofeo de Asistencia invocable en Super Smash Bros. Ultimate.
Una remasterización en alta definición de Maiden of Black Water fue lanzada de forma digital por Koei Tecmo el 28 de octubre de 2021 para Nintendo Switch, PlayStation 4, PlayStation 5, Windows, Xbox One y Xbox Series X/S. La remasterización incluyó mejoras visuales, nuevos trajes y un modo foto. Kikuchi sugirió una remasterización de Maiden of Black Water para celebrar el 20.° aniversario de la serie Project Zero, ya que las conversaciones para crear un nuevo título habían fracasado varias veces debido a la falta de personal dedicado. Aunque al principio mostró cierto recelo debido al tiempo transcurrido y la ausencia de nuevas entregas, se mostró satisfecho con las reacciones positivas tanto en Japón como en el extranjero. Kikuchi consideró que la parte más difícil del remaster fue ajustar el juego para cada una de sus nuevas plataformas, mientras que Shibata destacó que ciertas funciones exclusivas de Wii U no podían trasladarse a los nuevos sistemas. Los gráficos se mejoraron en general, incluida la actualización de algunos elementos de fondo, para mejorar la inmersión. El nuevo modo foto se añadió basándose en la experiencia de Kikuchi con los fans que usaban el modo foto en los recientes títulos de Atelier. Se crearon nuevos trajes para los personajes basados en sus personalidades y rasgos del juego. Entre ellos se incluían un traje de ciclismo para Yuu, atuendos góticos contrastantes para Yuu y Miu, y un traje de boda para Ren, como referencia a su narrativa dentro del juego.

## Recepción
Durante su semana de lanzamiento, el juego debutó en el puesto #7 en las listas de ventas de Media Create, con ventas iniciales de 27,505 unidades. La semana siguiente, bajó al puesto #11, vendiendo 7,105 unidades adicionales, lo que llevó las ventas totales hasta ese momento a 34,610 copias. Sus ventas totales en 2014 alcanzaron las 46,099 unidades, lo que lo posicionó en el puesto #142 entre los títulos más vendidos del año. La versión para Wii U de Maiden of Black Water recibió críticas "mixtas o promedio" según el agregador de reseñas Metacritic, obteniendo una puntuación de 67 sobre 100 basada en 37 reseñas de críticos. 
El redactor de Game Informer, Tim Turi, no quedó satisfecho con el elenco principal ni con los personajes secundarios, y afirmó que la estructura alargada del juego perjudicaba su premisa inicial, además de depender demasiado de documentos escritos en el entorno para contar la historia.  Alexa Ray Corriea, de GameSpot, no quedó impresionada con la narrativa, señalando que las revelaciones tempranas de la trama y el retroceso constante afectaban el ritmo y el valor dramático, mientras que los personajes principales estaban poco desarrollados. También consideró que los temas oscuros del juego eran tratados como mera decoración, en lugar de aprovecharse plenamente. Daniel Krupa, de IGN, elogió la atmósfera y la naturaleza perturbadora del trasfondo argumental, así como la forma en que los papeles de los tres protagonistas se equilibraban. Andrew Brown, de Nintendo World Report, consideró que el elenco principal era más "realista y fácil de empatizar" que en entregas anteriores de la serie, y dijo que era fácil que los jugadores simpatizaran con los fantasmas encontrados. Ryan Bates, de Game Revolution, aunque disfrutó de la atmósfera inquietante, consideró confuso el gran número de personajes introducidos al principio. Tom Orry, de VideoGamer.com, elogió el diseño de personajes y enemigos, aunque criticó el doblaje en inglés y opinó que los atuendos reveladores de los personajes femeninos chocaban con la atmósfera del juego.  Aoife Wilson, de Eurogamer, fue especialmente crítica, calificando la historia de "a medias" y, en general, criticando a los personajes en comparación con los juegos anteriores de la serie.  La revista Famitsu también criticó que la ropa de los personajes femeninos interrumpía la ambientación, mientras que Dengeki, aunque hizo la misma observación, elogió el uso de elementos del horror japonés por su efecto perturbador.
Corriea elogió los gráficos y los efectos de iluminación, aunque señaló que "no eran los más nítidos". Brown, aunque mencionó algunas texturas borrosas y estructuras con bordes poco definidos, destacó en general la iluminación y otros efectos gráficos como uno de los puntos fuertes del juego. Dengeki también destacó los gráficos del juego, afirmando que su calidad y el movimiento realista de los personajes le daban a los protagonistas una sensación de alta calidad.
Krupa disfrutó tanto del uso del GamePad de Wii U como de los combates durante la mayor parte del juego, pero encontró que las secciones finales eran tediosas debido a batallas repetitivas. Corriea apreció el uso del GamePad a pesar de algunos problemas de control, Bates fue muy positivo sobre la emoción que aportaba a los combates, mientras que Turi consideró que la función no aportaba diversión a largo plazo y que el retroceso por los escenarios afectaba negativamente la experiencia. Wilson también disfrutó del papel del GamePad en el juego, pero criticó la mayoría de los otros aspectos, incluyendo la abundancia de objetos de curación y los controles de los personajes. Orry dijo que los nuevos controles hacían que los combates fueran más claustrofóbicos que en los juegos anteriores, mientras que Brown valoró la inmersión que aportaba el GamePad. Famitsu fue muy positivo respecto al uso del GamePad, diciendo que sentías como si estuvieras en medio de las batallas. Estas opiniones fueron compartidas por Dengeki, aunque señalaron que algunas situaciones de combate dificultaban el apuntado. Varios críticos mencionaron y en general criticaron los controles rígidos y el movimiento de los personajes.
Según Famitsu, durante su semana de lanzamiento, la versión física de la remasterización vendió casi 43,000 unidades. En Taiwán, la versión de PlayStation 4 debutó en el puesto número 4, mientras que la versión de Switch lo hizo en el puesto número 5. La semana siguiente, la versión de PlayStation 4 se mantuvo en el cuarto lugar en la lista de videojuegos más vendidos de Taiwán. Koei Tecmo anunció en enero de 2022 que el juego había vendido más de 340,000 copias a nivel mundial durante 2021.
La remasterización de Project Zero: Maiden of Black Water recibió también una calificación de "mixta o promedio" en las distintas plataformas según los agregadores de reseñas, aunque las versiones de Nintendo Switch y PlayStation 4 obtuvieron puntuaciones ligeramente superiores a las demás. Joe DeVader de Nintendo World Report valoró positivamente la atmósfera y la jugabilidad, aunque criticó los controles y el desarrollo de personajes, y expresó satisfacción por la llegada del título a más plataformas. Shaun Musgrave de Touch Arcade opinó que era un juego satisfactorio para los fans existentes, hecho más accesible gracias a la remasterización, pero advirtió que los nuevos jugadores podrían tener problemas con los controles. Dan Roemer de Destructoid fue más negativo, describiéndolo como un juego anticuado y falto de sustos, aunque reconoció que contaba con jefes entretenidos y un diseño de escenarios sólido.